# 오, 할리우드
《오, 할리우드》(영어: Hollywood)는 넷플릭스에서 2020년 5월부터 방영된 미국의 퓨전 시대극 드라마이다. 1940년대 후반 할리우드 황금기를 배경으로 한 가공의 이야기로, 다양한 인종의 배우와 제작자들의 성공기를 그리고 있다. 라이언 머피와 이언 브레넌 콤비가 제작하였고, 데이비드 코런스웻, 대런 크리스, 로라 해리어, 딜런 맥더멋, 조 맨텔로, 제이크 피킹, 제러미 포프, 사마라 위빙, 짐 파슨스, 패티 루폰이 주연으로 출연한다.

## 출연진

### 주연
- 데이비드 코런스웻 - 잭 카스텔로 역: 2차 대전 참전자로서 배우의 꿈을 안고 할리우드에 온 잘생긴 배우지망생.
- 대런 크리스 - 레이먼드 에인즐리 역: 신인 영화 감독으로 필리핀계 혼혈. 자기와 같은 아시아계가 참여하는 영화를 찍고 싶어 한다.
- 로라 해리어 - 커밀 워싱턴 역: 레이먼드의 연인이자 재색을 겸비한 배우지망생. 그러나 인종차별의 벽 때문에 능력을 펼치지 못한다.
- 조 맨텔로 - 리처드 "딕" 새뮤얼스 역: 에이스 스튜디오의 간부.
- 딜런 맥더멋 - 어니스트 "어니" 웨스트 역: 주유소로 위장한 매춘업소를 운영하는 사장.
- 제이크 피킹 - 로이 피츠제럴드 / 록 허드슨 역: 실존 배우 록 허드슨(본명 로이 시어러)을 모델로 했다. 아치와 연인이 된 배우지망생.
- 제러미 포프 - 아치 콜먼 역: 흑인 동성애자 영화 작가. 페그 엔트위슬을 주인공으로 한 영화 각본을 썼다.
- 홀랜드 테일러 - 엘런 킨케이드 역: 에이스 스튜디오의 간부.
- 사마라 위빙 - 클레어 우드 역: 에이비스의 딸로 커밀의 라이벌인 배우지망생.
- 짐 파슨스 - 헨리 윌슨 역: 실존 할리우드 에이전트 헨리 윌슨을 모델로 했다.
- 패티 루폰 - 에이비스 앰버그 역: 에이스 스튜디오 사장 에이스 앰버그의 부인이자, 전직 배우. 유대인이다.

### 조연
- 모드 애퍼타우 - 헨리에타 카스텔로 역: 잭의 임신한 아내.
- 미라 소르비노 - 진 크랜들 역
- 미셸 크루지 - 애나 메이 웡 역

### 단역
- 롭 라이너 - 에이스 앰버그 역
- 브라이언 체노웨스 - 론 실버 역
- 제이크 리걸 - 어윈 케이 역 역
- 윌리엄 프레더릭 나이트 - 해리 골든 역
- 퀸 라티파 - 해티 맥대니얼 역
- 케이티 맥기니스 - 비비언 리 역
- 패짓 브루스터 - 털룰라 뱅크헤드 역
- 해리엇 샌섬 해리스 - 엘리너 루스벨트 역
- 대니얼 런던 - 조지 큐커 역
- 빌리 보이드 - 노엘 카워드 역
- 앨리슨 라이트 - 로즈웰 역

## 에피소드
모든 에피소드는 2020년 5월 1일에 공개되었다.
| 회차 | 제목                                                   | 감독          | 각본                                | 분량 |
| --- | ------------------------------------------------------ | ------------- | ----------------------------------- | ---- |
| 1 | "할리우드여, 만세" "Hooray for Hollywood"              | 라이언 머피   | 라이언 머피, 이언 브레넌            | 45분 |
| 종전 후 할리우드의 호황기. 배우지망생인 잭은 얼굴은 잘생겼지만 단역 배우조차도 임신한 아내를 두고 집세도 못 낼 지경이 되자, 잭은 바에서 만난 어니라는 남자의 일거리를 받아들인다. 그 일은 평범한 주유소 직원으로 보였으나, 실제로는 고위층 여성들을 접대하는 매춘 일이었다. 첫 손님은 에이비스라는 노부인으로 배우가 되고 싶어했지만 유대인이라는 이유로 거절당한 과거가 있었다. 에이비스는 잭을 마음에 들어했고 잭은 첫 일을 성공적으로 마친다. 그러자 어니는 추가업무를 제안하는데, 바로 동성애자 남성을 접대하는 것이었다. 잭은 충격을 받고 그만둔다. 그러나 아내가 쌍둥이를 임신한 것을 알게 된 잭은 어쩔 수 없이 꾀를 부린다. 잭은 경찰로 변장해서 게이 영화 상영소에서 어느 흑인 남성을 잡아와 매춘 일을 제안한다. 그는 아치라는 이름의 신진 영화 작가로, 잭은 어니에게 그를 데려가 채용시킨다. 아치는 로이라는 배우지망생을 상대로 성공적으로 첫 일을 마친다. 복귀한 잭 또한 많은 여성들을 접대하며 큰 돈을 벌게 되고, 더불어 캐스팅 감독이라는 손님의 도움으로 마침내 스튜디오에 캐스팅되어 연기를 할 수 있게 된다. 그러던 어느 날, 잭은 위장단속에 걸리는 바람에 감옥에 갇히고 만다. |                                                        |               |                                     |      |
| 2 | "할리우드여, 만세: 2부" "Hooray for Hollywood: Part 2" | 대니얼 미너핸 | 라이언 머피, 이언 브레넌            | 45분 |
| 감옥에 갇힌 잭은 어니가 뇌물을 주고 꺼내준다. 이후 에이비스의 데이트 상대가 되어 벅시 시걸의 물품 경매에 간다. 에이비스는 남편이 스튜디오 사장이라며 잭을 스크린 테스트에 나갈 수 있게 해준다. 잭의 테스트는 아주 형편없었지만 투자자인 엘런이 잭의 스타성을 주장하여 잭은 전속 계약을 맺을 수 있게 된다. 한편 같은 스튜디오에 있던 미모의 배우지망생 커밀은, 뛰어난 실력을 보여 스튜디오와 계약한다. 하지만 흑인이라는 이유로 단역인 하녀 역할이 주어지게 되자 실망한다. 커밀의 연인이자 아시아인 혼혈인 신인 영화 감독 레이먼드는 아시아계 배우 애나 메이 웡을 주연으로 하는 영화를 찍으려고 부탁해보지만 웡과 스튜디오 사장인 딕에게 모두 거절당한다. 대신 그는 펙 엔트위슬의 삶을 영화화한 '펙'이라는 각본을 영화화하기로 한다. 레이먼드는 그 각본을 쓴 아치와 만나고, 아치는 자신의 소수자적 정체성이 백인 여성의 삶을 호소력 있게 써낼 수 있던 원동력이라고 말한다. 아치는 이후 주유소에서 로이를 다시 접대하게 되는데, 로이는 아치와 진짜 연인이 되고 싶어 하지만 아치는 이루어질 수 없다고 대답한다. 로이는 다음날 에이전트 헨리 윌슨을 만나는데, 윌슨은 로이의 스타성을 알아봤다며 곧바로 채용하고, '록 허드슨'이라는 예명을 붙인다. 윌슨은 그리고 동성애자임을 밝히며, 로이에게 성행위를 요구한다. 한편, 영화 제작을 승인받은 레이먼드는 아치를 데리고 에이스 스튜디오에 출근하고, 마찬가지로 전속 배우가 된 잭과 함께한다. |                                                        |               |                                     |      |
| 3 | "범법자들" "Outlaws"                                   | 마이클 어픈달 | 라이언 머피, 이언 브레넌            | 58분 |
| 유명 영화 감독 조지 큐커가 주선하는 게이 파티가 열린다. 어니는 이 파티에 주유소 직원들을 단체로 참여시킨다. 잭은 가지 않으려 했지만, 영화 《펙》의 주인공 역을 따내기 위해서는 에이전트 헨리 윌슨과 접촉해야 한다고 한 엘런 킨케이드의 조언을 따라 결국 파티에 간다. 한편 헨리와 록, 그리고 앰버그 부부의 숨겨진 딸인 배우지망생 클레어도 파티에 참석한다. 파티에서 헨리는 록을 딕 새뮤얼스에게 소개한다. 성적 지향을 숨겨온 딕은 록과 소통하며 자신의 지향성을 인정하고 따르기로 한다. 이후 록 또한 아치에게 다가가 진심으로 사랑한다고 고백한다. 잭은 헨리와 단 둘이 대화하게 되는데, 헨리가 성접대를 요구하자 잭은 거부하면서 그만 아내를 사랑하지 않는 속마음을 울먹이며 털어놓는다. 이 광경을 클레어가 몰래 목격한다. 파티 후 집에 돌아간 잭은 아내를 안고 미안함에 눈물 흘린다. 한편, 여전히 배역 문제로 불만을 품고 있던 커밀은 남자친구 레이먼드에게 자기를 《펙》의 주인공으로 캐스팅해달라고 부탁한다. 조금 갈등하다가 마음을 정한 레이먼드는 딕에게 커밀 주연을 전제로 영화를 감독하겠다고 선언하고, 딕과 엘런 또한 호기롭게 그것을 받아들인다. |                                                        |               |                                     |      |
| 4 | "그들의 테스트" "(Screen) Tests"                       | 재닛 목       | 이언 브레넌, 재닛 목, 라이언 머피   | 48분 |
| 5 | "도약" "Jump"                                          | 마이클 어픈달 | 라이언 머피, 이언 브레넌            | 57분 |
| 6 | "멕" "Meg"                                             | 재닛 목       | 이언 브레넌, 재닛 목, 라일리 스미스 | 49분 |
| 7 | "할리우드 엔딩" "A Hollywood Ending"                   | 제시카 유     | 이언 브레넌, 라이언 머피            | 53분 |